# Pupkovec pomněnkový

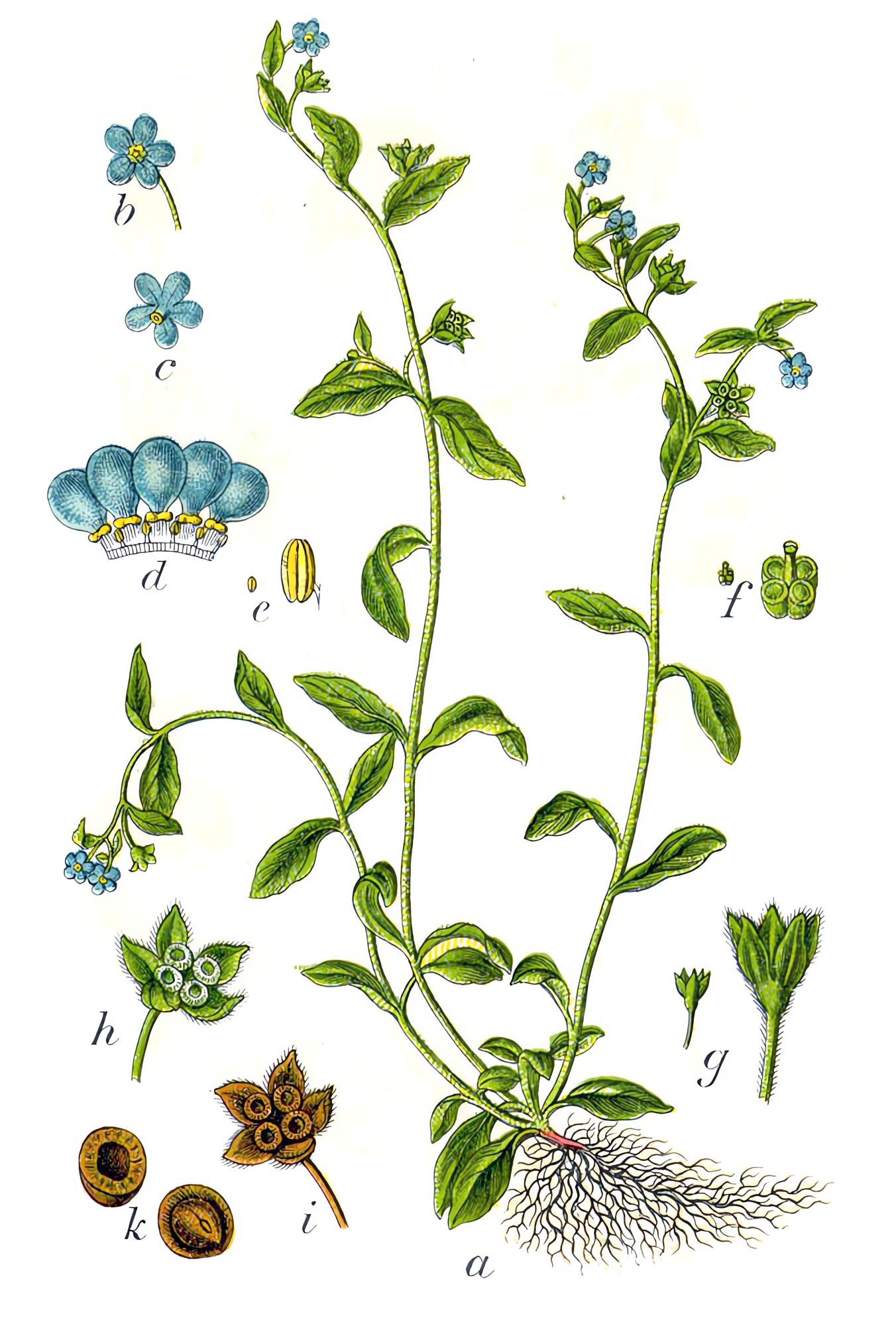
Nákres pupkovce pomněnkového

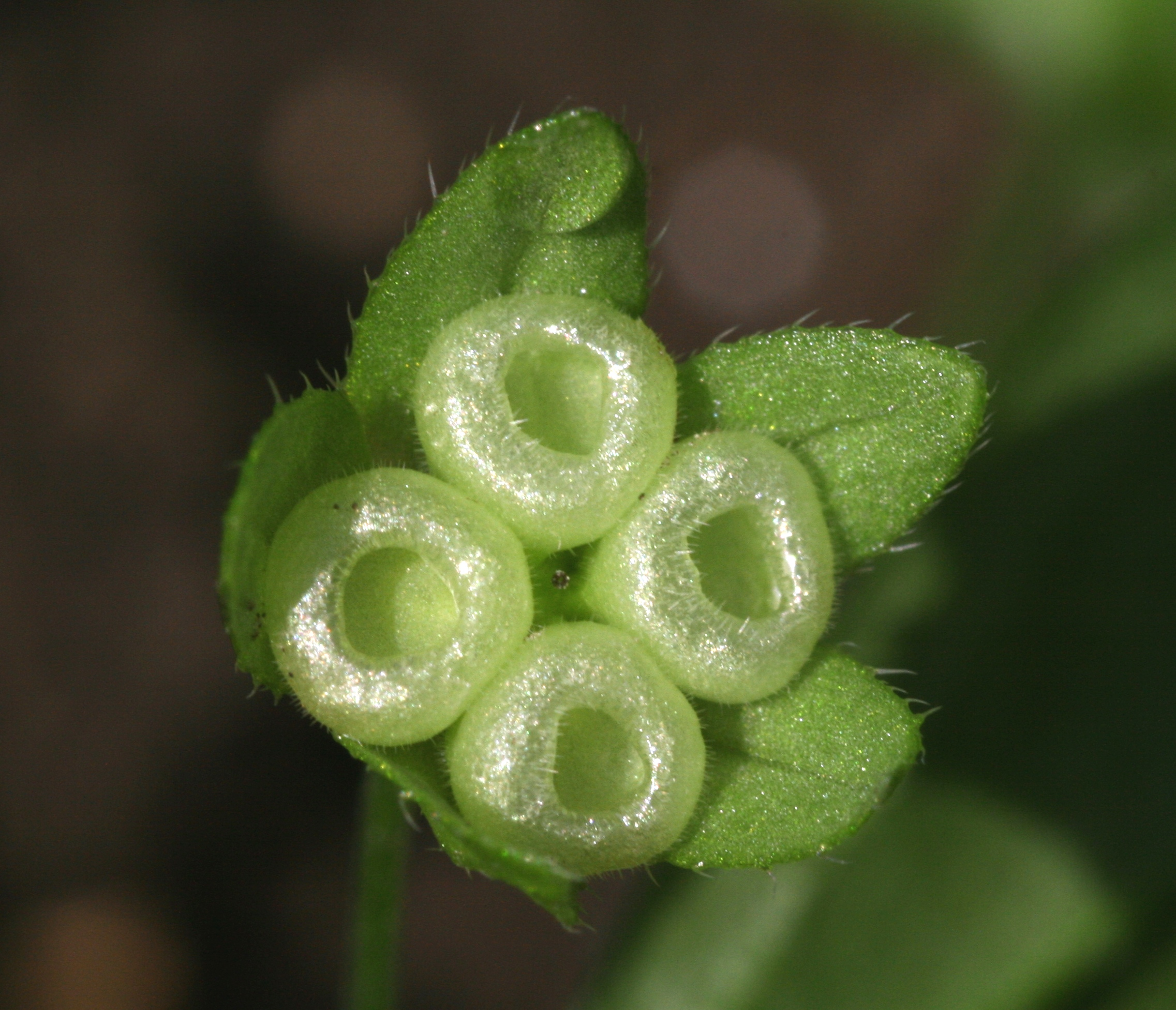
Zrající tvrdka se čtyřmi plůdky

Pupkovec pomněnkový (Omphalodes scorpioides) je útlá bylina vlhkých půd, která z jara vykvétá drobnými, blankytně modrými kvítky. Je jediným původním druhem rodu pupkovec vyskytujícím se v české přírodě, kde je řazen mezi druhy vyžadující další pozornost (C4a).

## Rozšíření
Rostlina je rozšířena ve střední, jihovýchodní a východní Evropě, roste od středního Německa na západě až po oblast kolem řeky Volhy a podhůří Kavkazu na východě. Na severu zasahuje do Polska a na jihu na sever Balkánského poloostrova a do Rumunska. V České republice roste roztroušeně v okolí dolních toků řek v západních, středních a východních Čechách, stejně tak na jižní Moravě.

## Ekologie
Vyskytuje se na vlhkých, lehčích i středně těžkých, silně humózních půdách v blízkosti vodních toků. Roste od planárního do kolinního stupně na stabilizovaných říčních sedimentech, nejčastěji v pobřežních křovinách a lužních lesích.
Kvete v dubnu a květnu, po dozrání plodů se v letních měsících vytrácí. V pozdním létě se objevují mladé, ten rok nekvetoucí semenáče se sterilními lodyhami. Na jaře druhého roku z nich vyrostou plodné lodyhy, které téhož roku vykvetou a odumřou. Rostlina je vhodná na pokrytí půdy v polostinném prostoru.

## Popis
Jednoletá až dvouletá rostlina s poléhavou či vystoupavou lodyhou, která nebývá vyšší než 30 cm. Čtyřhranná, od báze bohatě větvená lodyha s řídkými chlupy je olistěná střídavými nebo vstřícnými listy bez palistů, spodní jsou přisedlé a horní krátce řapíkaté. Jejich podlouhlé, eliptické či kopinaté čepele, dlouhé 2 až 5 cm a široké 0,5 až 2 cm, jsou celokrajné, na vrcholu tupě špičaté a přitiskle chlupaté. Letní sterilní lodyhy bývají až 20 cm vysoké a hustě porostlé širšími listy.
Oboupohlavné, pětičetné květy, se stopkou až 5 cm dlouhou, vyrůstají jednotlivě z úžlabí listenů podobných listům a vytvářejí květenství vijany. Zvonkovitý kalich je vytrvalý a má až k bázi členěné, kopinaté cípy asi 5 mm dlouhé. Kolovitá koruna je pravidelná, asi 4 mm velká a světle až tmavě modrá. Má krátkou korunní trubku a v ústí korunního hrdla má drobné, žluté šupinky pakorunky. Tyčinky srůstají s bázi koruny. Gyneceum je cenokarpní, svrchní semeníky jsou srostlé ze dvou plodolistů a každý má dvě pouzdra. Pyl je z prašníků na blizny přenášen entomogamně nebo autogamně. Ploidie druhu je 2n = 24.
Plody jsou hnědé, krátce chlupaté tvrdky tvořené čtyřmi, asi 3 mm suchými plůdky. Ty jsou na vrcholu miskovitě promáčknuté a po okraji jsou lemované širokým, dovnitř zahnutým blanitým lemem. Plůdky zpočátku přirůstají vnitřní stranou ke čnělce, od které se později oddělí. V přírodě se rostliny šíří semeny (plůdky), tvrdky jsou schopné plout po vodní hladině i několik dnů.

## Možnost záměny
Pupkovec pomněnkový bývá v době kvetení zaměňován za pomněnku řídkokvětou (Myosotis sparsiflora), neboť oba druhy rostou na stejných stanovištích. Pomněnka řídkokvětá se odlišuje tím, že má pětihrannou lodyhu, kališní cípy má členěné jen do 2/3 až 3/4 délky a nevytváří letní sterilní lodyhy.

## Taxonomie
Podle novějších studií je rod pupkovec tvořen třemi nezávislými liniemi, proto byly z něho vyděleny dva nové rody Memoremea a Nihon. Tato ne všemi uznávána změna se dotkla i pupkovce pomněnkového, který se podle ní stal pod jménem Memoremea scorpioides součásti monotypického rodu Memoremea.
V rodu pupkovec zůstává zařazen Omphalodes verna (Moench). , na jaře kvetoucí trvalka domovem ve vlhkých stinných oblastech Dolomit a střední Evropy. Pěstuje se též jako dekorativní rostlina, habitus podobný poměnkovci.